# آدم ميشنيك
آدم ميشنيك (مواليد 17 أكتوبر 1946) هو مؤرخ بولندي وكاتب مقالات ومعارض سابق ومفكر عام، بالإضافة إلى المؤسس المشارك ورئيس تحرير الصحيفة البولندية، غازيتا فيبورتشا.
نشأ ميشنيك في عائلة من الشيوعيين الملتزمين، وأصبح معارضًا للنظام الشيوعي البولندي في وقت عمليات التطهير المعادية لليهود التي قام بها الحزب. سُجن بعد أحداث مارس 1968 ومرة أخرى بعد فرض الأحكام العرفية في عام 1981. وقد أطلق عليه لقب «أحد أشهر السجناء السياسيين في بولندا».
لعب ميشنيك دورًا حاسمًا خلال محادثات المائدة المستديرة البولندية، التي نتيجة لها وافق الشيوعيون على الدعوة إلى انتخابات عام 1989، والتي فازت بها حركة التضامن. ورغم انسحابه من السياسة النشطة، لكنه «حافظ على صوت مؤثر من خلال الصحافة». حصل على العديد من الجوائز والأوسمة، بما في ذلك وسام جوقة الشرف وجائزة «أوروبي العام». وهو أيضًا واحد من 25 شخصية بارزة في لجنة الإعلام والديمقراطية التي أطلقتها منظمة مراسلون بلا حدود. في عام 2022، حصل على جائزة أميرة أستورياس في فئة «الاتصالات والعلوم الإنسانية».

## العائلة
وُلد آدم ميشنيك في وارسو، بولندا، لعائلة من النشطاء الشيوعيين من أصل يهودي. كان والده أوزجيش شيشتر السكرتير الأول للحزب الشيوعي في أوكرانيا الغربية، وكانت والدته هيلينا ميشنيك مؤرخة وناشطة شيوعية ومؤلفة لكتب الأطفال. أما أخوه غير الشقيق من جهة الأم، ستيفان ميشنيك، فقد كان قاضيًا عسكريًا في خمسينيات القرن العشرين، وأصدر أحكامًا، بما في ذلك أحكام الإعدام، في محاكمات سياسية ضد أعضاء من مقاتلي المقاومة البولنديين المناهضين للنازية. ولاحقًا اتُهم ستيفان (الذي عاش في السويد منذ عام 1968 حتى وفاته في عام 2021) رسميًا بارتكاب «جرائم شيوعية» من قبل معهد الذاكرة الوطنية البولندي.
أما الأخ غير الشقيق لآدم ميشنيك من جهة الأب، ييرزي ميشنيك (المولود في عام 1929)، فقد استقر في إسرائيل بعد عام 1957، ثم انتقل إلى نيويورك.

## التعليم
خلال التحاقه بالمدرسة الابتدائية، كان ميشنيك عضوًا نشطًا في جمعية الكشافة البولندية (زي أتش بّي)، في فرقة كان يقودها ياتسيك كورون. أثناء دراسته الثانوية، حُظرت هذه الفرقة الكشفية، وبدأ آدم بالمشاركة في اجتماعات «نادي الدائرة الملتوية». بعد إغلاقه في عام 1962، وبتشجيع من يان جوزيف ليبسكي وتحت حماية آدم شاف، أسس مجموعة مناقشة أطلق عليها اسم «نادي صيادي التناقضات». وكان واحدًا من أبرز قادة جماعة المعارضة الطلابية اليسارية المعروفة بـ «الكوماندوز».
في عام 1964، بدأ دراسة التاريخ في جامعة وارسو. وبعد عام واحد، تم إيقافه بسبب توزيعه رسالة مفتوحة على زملائه، موجهة إلى أعضاء حزب العمال المتحد البولندي (PZPR) بينهم. ودعا كاتبو الرسالة، ياسيك كورون وكارول مودزيليفسكي، إلى بدء الإصلاحات التي من شأنها إصلاح النظام السياسي في بولندا. في عام 1965، منع حزب العمال المتحد طباعة أعماله. وفي عام 1966، أوقف للمرة الثانية بسبب تنظيمه اجتماعًا مناقشة مع ليسيك كولاكوفسكي، الذي تم طرده من الحزب قبل عدة أسابيع بسبب انتقاده لقيادته. منذ ذلك الحين، كتب تحت اسم مستعار في عدة صحف، منها «Życie Gospodarcze»، و«Więź»، و«Literatura».
في مارس 1968، تم طرده من الجامعة بسبب أنشطته خلال الأزمة السياسية البولندية لعام 1968. اشتعلت الأزمة بسبب حظر عرض مسرحية «عشية الأجداد» للشاعر آدم ميتسكيفيتش التي أعدها كازيميرز ديجميك في المسرح الوطني. احتوت المسرحية على العديد من التلميحات المناهضة لروسيا، والتي قوبلت بتصفيق حماسي من الجمهور. روى ميشنيك وطالب آخر، هنريك شلايفر، تفاصيل الوضع لمراسل صحيفة «لوموند»، الذي نُشرت تقاريره بعد ذلك على إذاعة «أوروبا الحرة». نتيجة لذلك، تم طرد كل من ميشنيك وشلايفر من الجامعة. وبعد طردهم، نظم الطلاب مظاهرات قُمعت بوحشية من قبل شرطة مكافحة الشغب و«فرق العمال».
استغل فواديسواف جوموكا الخلفية اليهودية لميشنيك وعدد من المنشقين الآخرين لشن حملة معادية للسامية، متهمًا اليهود بالتسبب في الأزمة. تم اعتقال ميشنيك وحكم عليه بالسجن ثلاث سنوات بتهمة «أعمال الشغب».
في عام 1969، أُطلق سراحه من السجن بموجب عفو، لكن تم منعه من مواصلة دراسته. لم يُسمح له بالعودة لمتابعة دراسته في التاريخ حتى منتصف سبعينيات القرن العشرين، وأنهى دراسته في عام 1975 في جامعة آدم ميتسكيفيتش في بوزنان تحت إشراف الأستاذ ليخ تشيشيكوفسكي.

## المعارضة
بعد إطلاق سراحه من السجن، عمل لمدة عامين عامل لحام في مصنع روزا لوكسمبورغ، ثم بناءً على توصية من ياسيك كورون، أصبح السكرتير الخاص لأنطوني سونيمسكي.
في عامي 1976-1977، عاش في باريس. بعد عودته إلى بولندا، شارك في أنشطة لجنة الدفاع عن العمال (كور)، التي كانت قد أنشئت منذ بضعة أشهر. وكانت واحدة من أشهر منظمات المعارضة في سبعينيات القرن العشرين. أصبح ميشنيك أحد أكثر الناشطين المعارضين نشاطًا ودعمًا لجمعية الدورات التعليمية.
بين عامي 1977 و1989، كان محررًا أو محررًا مشاركًا في الصحف السرية التي نُشرت بشكل غير قانوني والمعروفة باسم ساميزدات، ومنها: «النشرة الإخبارية» (Biuletyn Informacyjny)، و«زابيس» (Zapis)، و«كريتيكا» (Krytyka). كان أيضًا عضوًا في إدارة أحد أكبر دور النشر السرية: نوا (NOWa).
في الفترة من 1980 إلى 1989، كان مستشارًا لكل من النقابة العمالية المستقلة ذات الإدارة الذاتية «تضامن» في منطقة مازوفيا، ولجنة عمال المصانع التابعة لنقابة «تضامن».
عندما أُعلنت الأحكام العرفية في ديسمبر 1981، كان محتجزًا في البداية، ولكن عندما رفض توقيع «قسم الولاء» والموافقة على مغادرة البلاد طوعًا، تم سجنه واتهامه بمحاولة «الإطاحة بالاشتراكية». ظل في السجن دون صدور حكم حتى عام 1984 لأن مكتب المدعي العام عمد إلى إطالة المحاكمة.
طالب آدم ميشنيك بإنهاء الإجراءات القضائية ضده أو رفض الدعوى. وفي هذه الأثناء، طالب بمنحه وضع السجين السياسي وبدأ إضرابًا عن الطعام أثناء وجوده في السجن. في عام 1984، أُطلق سراحه بموجب عفو.
شارك في محاولة تنظيم إضراب في حوض بناء السفن في غدانسك. ونتيجة لذلك، اعتُقل مرة أخرى في عام 1985، وحُكم عليه هذه المرة بالسجن ثلاث سنوات. وأُطلق سراحه في العام التالي بموجب عفو آخر.